# Procurator Gynaecii
Procurator Gynaecii era il titolo assegnato in tarda età imperiale romana ad agenti che operavano su mandato dell'imperatore romano occidentale quali responsabili dell'approvvigionamento tessile. Il titolo è riportato nella Notitia Dignitatum.

Da un errore nella trascrizione/traduzione del titolo deriva la credenza che esistesse nelle Isole britanniche un Procurator Cynegii incaricato di selezionare (forse allevare) cani da combattimento gli spettacoli circensi romani.

## Storia
Nella scala gerarchica della Notitia Dignitatum, i procuratores gynaeciorum sono listati dopo i praepositi thesaurorum/procuratores monetarum (gli amministratori del tesoro e della zecca) e prima dei procuratores linyfiorum/procuratores bafiorum (amministratori della biancheria e della tinteggiatura).

Sono riportati in tutto quattordici procuratores gynaeciorum sparsi nelle province occidentali romane:
Procurator gynaecii Bassianensis, Pannoniae secundae - translati Salonis.
Procurator gynaecii Sirmensis, Pannoniae secundae.
Procurator gynaecii Iovensis Dalmatiae - Aspalato.
Procurator gynaecii Aquileiensis, Venetiae inferioris.
Procurator gynaecii Mediolanensis, Liguriae.
Procurator gynaecii urbis Romae.
Procurator gynaecii Canusini et Venusini, Apuliae.
Procurator gynaecii Carthagiensis, Africae.
Procurator gynaecii Arelatiensis, provinciae Viennensis.
Procurator gynaecii Lugdunensis.
Procurator gynaecii Remensis, Belgicae secundae.
Procurator gynaecii Triberorum, Belgicae primae.
Procurator gynaecii Augustoduno translati Mettis.
Procurator gynaecii (in Britannis) Ventensis (forse Venta Belgarum, attuale Winchester, o Venta Icenorum, attuale Caistor St Edmund).
Notitia Dignitatum Occ.11.60.

### Fonti
- Notitia Dignitatum

### Studi
- Manning WH, in Antiquity, v. 40, a. 1966, pp. 60-62.
- Wild JP (1967), The gynaeceum at Venta and its context, in Latomus, a. 1967, v. 26, pp. 648–676.